# داري ساري صبري
داري ساري صبري شاعر ومؤرخ سياسي عراقي ينتمي إلى قبيلة ملك شاه. ولد عام 1930 في مدينة زرباطية شرق مدينة الكوت العراقية.
انضم إلى الحركات التحررية الكردية منذ أواخر الخمسينات وكان من ضمن المؤسسين لحركات سياسية وثقافية عدة مثل حركة هيوا وزكاري وكذلك كان كان عضواً فاعلاُ في الفرع الخامس للحزب الديموقراطي الكردستاني. وحتى وفاته بقي وفياً لقائده الملا مصطفى البرزاني.
اقتيد مرارا وتكراراً للسجن والتحقيق من قبل النظام البعثي المسيطر على العراق آنذاك، حتى انه حكم بالإعدام عام 1974 وقد تم العفو عنه واقرانه السياسيين آنذاك.
- له كتب ومؤلفات باللغات اللرية والكردية والعربية وأغلبها لم ينشر لأسباب سياسية. وقد قام بأعداد قاموس يظم اللهجات اللورية والكردية وخاصة اللهجات التي انضمرت لأسباب سياسية أو جغرافية هذا القاموس لا يزال قيد العمل.
كتب في جرائد عدة مثل جريدة التآخي والأديب الكردي. كاتب عمود اسبوعي في الملحق الكردي لجريدة العراق وجريدة هاوكاري لسنوات عدة.
- عضو في اتحاد الأدباء العراقي وعضو الهيئة الإدارية لجمعية الثقافة الكردية. وشارك في مهرجانات عدة مثل مهرجان الشعر الكردي الأول في كركوك. وكذلك السليمانية ومهرجانات أخرى في بغداد وخارج العراق.
- نشرت قصائده في دول عربية عديدة. وكانت قصائده تتسم بالسرد التأريخي فقد كتب عن ملاحم كلكامش وحضارات السومريين واور واكيدو وبابل. كانت له نظريات حول أصول الأقوام لم تنشر لأسباب سياسية أيضاً.
- توفي في بغداد بتاريخ 3/11/2000
- وسميت إحدى مدارس بغداد الرصافة باسمه تخليداً لذكراه.